# Барбьяно
Барбьяно (нем. Barbian, итал. Barbiano) — коммуна в Италии, располагается в регионе Трентино — Альто-Адидже, в провинции Больцано.
Население составляет 1557 человек (2008 г.), плотность населения составляет 65 чел./км². Занимает площадь 24 км². Почтовый индекс — 39040. Телефонный код — 0471.
Приходские храмы: Три храма.
Покровителем коммуны почитается святой апостол Иаков, празднование 25 июля.

## Демография
Динамика населения:

## Администрация коммуны
- Официальный сайт: https://web.archive.org/web/20110609020330/http://www.gvcc.net/soci/barbiano.htm